# حي الأمين (بغداد)
الأمين الثانية أو حي الأمين أحد احياء العاصمة العراقية بغداد، يقع في شرق بغداد في جهة الرصافة. ويحده من الشمال منطقة المشتل ومن الغرب بغداد الجديدة ومن الشرق نهر ديالى ومن الجنوب منطقة سكينة وكريات. سمي بحي الأمين نسبة إلى الخليفة الأمين.
في 12 تموز 2007 وقع في الحي هجوم بواسطة غارة جوية من قبل طائرة مروحية تابعة للجيش الأمريكي، والذي أسفر عن مقتل عدد من المدنيين، من بينهم اثنين من موظفي وكالة رويترز للأنباء.

## تقسيم الحي
- المعلمين: أول جزء من حي الأمين ويقع بمحاذاة منطقة المشتل. ويتكون من محلة 731.
- الأمين: الجزء الثاني من حي الأمين ويقع بين المعلمين ونواب الضباط. ويتكون من محلة 733 و 735 و 737.
- نواب الضباط: الجزء الثالث ويقع بعد الأمين وبمحاذاة حي النفط. ويتكون من محلة 739 و 741 و743.
- النفط: الجزء الاخير من حي الأمين ويقع بعد نواب الضباط وبمحاذاة منطقة سكينة وكريات. ويتكون من محلة 745 و747.

### الشوارع الرئيسية
- شارع 30 يفصل بين محلة 731 ومحلتي 733، 735.
- شارع 36 (شارع الارامل) يفصل بين محلة 737 و محلة 739.
- شارع 34 (شارع الضغط)

## المدارس
- اعدادية الجمهورية للبنين (تأسست سنة 1958)
- متوسطة وهران للبنات (تأسست سنة 1966)
- مدرسة أسوان الابتدائية للبنين (تأسست سنة 1968)
- متوسطة الطليعة للبنين (تأسست سنة 1969)
- مدرسة صلاح المياحي الابتدائية للبنين (تأسست سنة 1975)
- اعدادية الشهيد عبد الله الموسوي (الفرسان سابقاً) (تأسست سنة 1978)
- ثانوية النزاهة للبنات (تأسست سنة 1980)
- متوسطة الابرار للبنين (تأسست سنة 1982)
- اعدادية الناصرة للبنات (تأسست سنة 1982)
- مدرسة ذات العيون الابتدائية للبنين (تأسست سنة 1988)
- مدرسة ابن العراق الابتدائية المختلطة(بنت العراق سابقا ) (تأسست سنة 1989)
- متوسطة عشتار للبنات (تأسست سنة 1990)
- مدرسة ذي قار الابتدائية للبنات (تأسست سنة 1993)
- متوسطة فلسطين للبنين (تأسست سنة 1996)
- مدرسة الأمجاد الابتدائية للبنات (تأسست سنة 2002)
- مدرسة أشور الابتدائية للبنات (تأسست سنة 2002)
- مدرسة البيارق الابتدائية للبنات (تأسست سنة 2002)
- مدرسة النخيل الابتدائية للبنين (تأسست سنة 2008)
- مدرسة الجواهري الابتدائية للبنين (تأسست سنة 2010)
- مدرسة القلعة الابتدائية للبنين (تأسست سنة 2010)
- متوسطة الاصالة للبنات (تأسست سنة 2013)
- مدرسة الزيتون الابتدائية للبنات (تأسست سنة 2014)
- ابتدائية الطلائع للبنين
- ابتدائية ذو الفقار للبنات(دار السلام - نداء القائد سابقا)
- ابتدائية الغدير للبنين (المارد العربي سابقاً)
- ابتدائية الاخيضر للبنين
- مدرسة الكرنك الأبتدائية
- متوسطة الصادق الامين للبنين
- اعدادية الفرات المهنية
- اعدادية البشير للبنين
- ابتدائية الاحرار (الاخطل سابقاً)
- اعدادية الزهور للبنات
- متوسطة النهر الخالد للبنبن
- مدرسة الفارس العربي
- مدرسة بيادر الخير الابتدائية للبنين
- مدرسة القدوة الابتدائية للبنات

## الجوامع والحسينيات والكنائس
- حسينية الوائلي (تأسس سنة 1964)
- جامع وحسينة محسن الحيكم (تأسس سنة 1965)
- جامع المحسن (تأسس سنة 1967)
- جامع الرسول (تأسس سنة 1978)
- جامع الأمين
- جامع الإسراء والمعراج
- جامع الشيخ حجي نصار
- جامع الصفا والمروة
- جامع المعلمين
- جامع مالك بن انس
- جامع الامام علي
- جامع وحسينية المرتضى (تأسس سنة 2003)
- حسينية الزهراء (تأسست سنة 2005)
- جامع وحسينية الفرج (تأسس سنة 2009)
- جامع وحسينية الرحمن (تأسس سنة 2010)
- كنيسة الصعود
- كنيسة مار ماري الرسول
- كنيسة الاثوريين